# Kloster Meerhusen

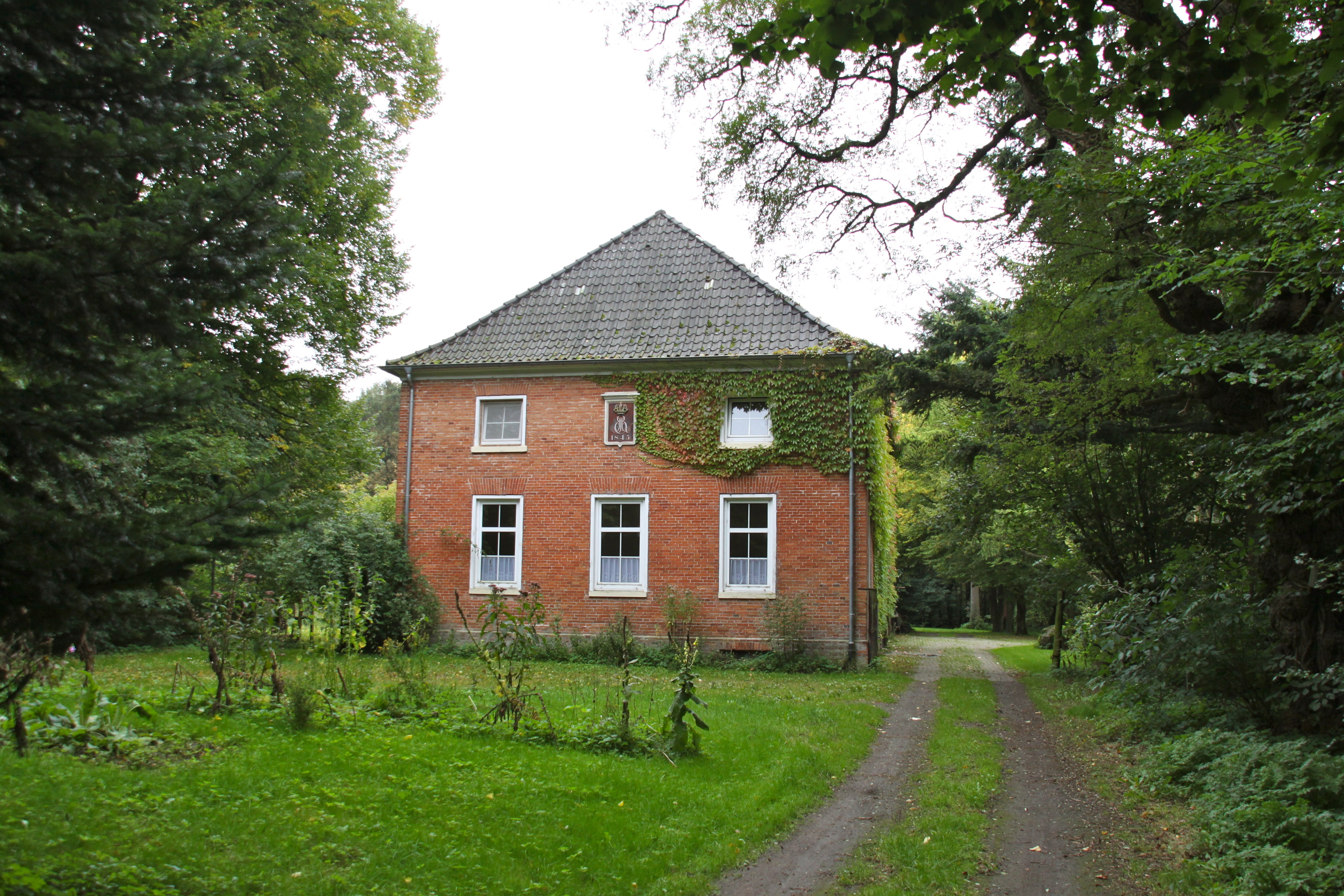
Das Forsthaus auf dem ehemaligen Klosterareal.

Das Kloster Meerhusen ist ein ehemaliges Doppelkloster in Ostfriesland, das der Benediktinerorden am Ende des 12. Jahrhunderts östlich des damaligen Westermeeres bei Aurich gründete. Über die Geschichte des Klosters ist wenig bekannt. Nach der Reformation wurden die Archive zerstört und die Gebäude verfielen.

## Geschichte
Meerhusen ist nach Reepsholt die zweitälteste klösterliche Niederlassung in Ostfriesland. Die Benediktiner gründeten den Konvent zwischen 1183 und 1198 auf Veranlassung der Auricher Landesgemeinde, die damit ein sakrales Landeszentrum schuf. Er gehörte mit anderen Niederlassungen des Benediktinerordens zu einem Klosterverband, der möglicherweise auf den Heiligen Hatebrand († 1198) zurückgeht. Er war Abt des Klosters Feldwirth bei Appingedam, welches als Mutterkloster der ostfriesischen Benediktinerklöster gilt. Meerhusen war, wie die anderen frühen Niederlassungen des Ordens in Ostfriesland, ein Doppelkloster. Der Name des Klosters geht zurück auf die Lage des Klosters zwischen den früheren Seen Oster- und Westermeer.
Im Jahre 1216 baten die Insassen von Meerhusen, in den Zisterzienserorden aufgenommen zu werden. Sie wandten sich mit ihrer Bitte an den Abt des Klosters Klaarkamp (Provinz Friesland), des ältesten Zisterzienserklosters in Friesland. Die Entscheidung darüber lag jedoch beim Generalkapitel des Ordens in Cîteaux (Frankreich). Nachdem dieses sich durch zwei Inspektoren ein näheres Bild über die Verhältnisse in Meerhusen verschafft hatte, genehmigte es 1219 die Aufnahme der Nonnen und Mönche von Meerhusen in den Zisterzienserorden. Diese duldeten jedoch keine Doppelklöster. Für die Mönche errichteten die Zisterzienser deshalb im etwa zehn Kilometer entfernten Ihlow ein neues Kloster, während die Nonnen in Meerhusen verblieben. Der Abt von Ihlow war künftig auch für Meerhusen zuständig, das als Colonia von Ihlow genannt wird und in wirtschaftlicher wie rechtlicher Hinsicht von dem Männerkloster abhängig war.
Im Jahre 1514 wurde das Kloster während der Sächsischen Fehde schwer beschädigt, als Graf Edzard I. es auf seiner Flucht vor den Truppen des Grafen Johann V. von Oldenburg anzünden ließ. Dabei ging wahrscheinlich ein Großteil des Klosterarchivs verloren.
Nach der Reformation ließen die Grafen von Ostfriesland das Kloster langsam aussterben. Meerhusen wurde aber nicht, wie die meisten anderen Konvente in Ostfriesland, aufgelöst. Neben Barthe und Thedinga bestand es nach 1560 noch jahrzehntelang. Es litt allerdings daran, dass der Nachwuchs ausging, so dass es langsam ausstarb. Meerhusen wurde schließlich ein Armenasyl. Die Gebäude verfielen langsam. 1556 ließ Gräfin Anna einen Teil der Bausubstanz abtragen und auf den Fundamenten ein kleines Jagdschloss errichten. Im Jahre 1561 wurde dem Kloster mit der Einziehung des Vorwerkes in Terheide durch die Herren des Harlingerlandes die wirtschaftliche Basis massiv eingeschränkt. Wann die letzten Insassen Meerhusen verlassen haben, ist unbekannt. Die letzten Nonnen verstarben vermutlich um 1600. Im Jahre 1604 ging der gesamte Klosterbesitz, darunter etwa 250 Ha Kulturland, an die Grafen von Ostfriesland über, die ihn in eine Domäne umwandeln ließen und für die Schafhaltung nutzten.
Im Jahre 1812 begann die Aufforstung auf den Sandflächen um Meerhusen. Zeitgleich wurde ein Forsthaus gebaut. Domäne und Försterei wurden 1860 zum Gutsbezirk Tannenhausen vereinigt. Nach der Auflösung der Domäne im Jahre 1872 ging ihr Besitz an die Försterei über. Heute ist der Meerhusener Forst rund 700 ha groß.
Vom Kloster und dem Jagdschloss finden sich heute kaum Überreste. Die letzten Fundamente wurden 1845 aus dem Boden entfernt. Heute befindet sich an der Stelle dieser Gebäude ein Forsthaus.

## Wirtschaftstätigkeit
Das Kloster besaß maximal 1.500 ha Weideland. Aufgrund seiner Lage zwischen Heide und Moor blieben die wirtschaftlichen Erfolge des Klosters Meerhusen bescheiden. Es lebte in der Hauptsache von der Viehwirtschaft, insbesondere von der Schafzucht. Meerhusen hatte mehrere Vorwerke in Terheide bei Westerholt, Ostergrode im Dornumer Groden und Heikeland in der Victorburer Marsch. Auch das Vorwerk Ameland bei Heikeland gelegen, gehörte wahrscheinlich zu Meerhusen. Für 1516 ist der Besitz eines Stadthauses in Emden nachgewiesen.

## Archäologische Untersuchung
Bis dato fand nur eine Grabungskampagne in Meerhusen statt. Dabei untersuchte die Ostfriesische Landschaft das Areal im Jahre 1958. Forstarbeiter waren zuvor auf menschliche Überreste gestoßen. Daraufhin legte die Arbeitsgruppe Vorgeschichte der Ostfriesischen Landschaft drei Grabungsschnitte an, in denen einige Bestattungen in Backsteinkisten, Reste eines Fliesenfußbodens sowie des inneren Randes des Apsisfundaments zu Tage kamen.